# Sofia Vassilieva
Sofia Vladimirovna Vassilieva (Minneapolis, 22 ottobre 1992) è un'attrice, modella e doppiatrice statunitense.

## Biografia
Nata nel Minnesota, a sette anni viene scoperta all'International Modeling and Talent Association (IMTA) di New York, dove vince il titolo di Child Actress e Child Model Of The Year 2000. Debutta nel film televisivo Famiglia Brady for President, con Gary Cole e Shelley Long, successivamente interpreta l'eroina dei libri per bambini Eloise, nei film TV Eloise al Plaza e Eloise a Natale, entrambi diretti da Kevin Lima.
Nel 2004 a 12 anni entra nel cast della serie televisiva Medium, dove interpreta Ariel Dubois, figlia della protagonista interpretata da Patricia Arquette. Per la sua interpretazione nella serie nel 2006 ha vinto un Young Artist Award. Nel 2007 partecipa al film Day Zero, con Elijah Wood e Chris Klein, mentre nel 2009 interpreta il drammatico ruolo di Kate Fitzgerald, ragazzina malata di leucemia nel film di Nick Cassavetes La custode di mia sorella.

## Filmografia

### Cinema
- Inhabithed - La casa infestata (Inhabithed), regia di KellySandefur (2003)
- Day Zero, regia di Bryan Gunnar Cole (2007)
- La custode di mia sorella (My Sister's Keeper), regia di Nick Cassavetes (2009)
- Hurt, regia di Barbara Stepansky (2009)
- Russian American, regia di David Gutnik (2017)
- Fino all'ultimo indizio (The Little Things), regia di John Lee Hancock (2021)
- 13 minuti (13 Minutes), regia di Lindsay Gossling (2021)

### Televisione
- The Agency - serie TV, episodio 1x10 (2001)
- The Brady Bunch in the White House, regia di Neal Israel (2002)
- Eloise al Plaza (Eloise at the Plaza), regia di Kevin Lima (2003)
- Eloise a Natale (Eloise at Christmastime), regia di Kevin Lima (2003)
- Medium - serie TV, 130 episodi (2005-2011)
- Law & Order - Unità vittime speciali (Law & Order: Special Victims Unit) - serie TV, episodi 13x06-15x05 (2011-2013)
- Call Me Crazy: A Five, registi vari (2013)
- Stalker - serie TV, episodio 1x15 (2015)
- Lucifer - serie TV 1 episodio (2016)
- Notorious - serie TV, 1 episodio (2016)
- Max, regia di Lena Dunham (2016)
- Criminal Minds: Beyond Borders - serie TV, 1 episodio (2017)
- Training Day - serie TV, 1 episodio (2017)
- Il lato oscuro della mia matrigna (Bad Stepmother), regia di Jeffery Scott Lando (2018)
- Supergirl - serie TV, 1 episodio 3x04 (2018)
- Timeless - serie TV, 1 episodio (2018)
- S.W.A.T. - serie TV, 1 episodio (2018)
- Black Lightning - serie TV, 2 episodi (2018)
- Cercando Alaska (Looking for Alaska) - miniserie TV, 8 puntate (2019)
- Chicago Fire - serie TV, episodio 10x17 (2022)

### Doppiaggio
- Hazel Daniels - Call of Duty: World War II (2017)

## Riconoscimenti
- Young Artist Awards
  - 2006 – Miglior attrice non protagonista per Medium
  - 2010 – Miglior attrice giovane non protagonista per La custode di mia sorella
- Best Actress and Model
  - 2000 – VINCITRICE

## Doppiatrici italiane
Nelle versioni in italiano dei suoi lavori, Sofia Vassilieva è stata doppiata da:
- Veronica Puccio in Medium (2ª voce), Law & Order - Unità vittime speciali, Stalker
- Lilian Caputo in Eloise al Plaza, Eloise a Natale
- Lucrezia Marricchi in Medium (1ª voce)
- Alessia Amendola ne La custode di mia sorella
- Letizia Ciampa in Lucifer
- Valentina Stredini in Black lightning
- Margherita De Risi in Cercando Alaska
- Chiara Oliviero in All Rise
- Ughetta D'Onorascenzo in Blue Bloods
- Tiziana Martello in Notorious